# Location (Dave)
Location è un singolo del rapper britannico Dave, pubblicato il 15 luglio 2019 come terzo estratto dal suo album in studio di debutto Psychodrama.

## Descrizione
Il brano vede la partecipazione del cantante nigeriano Burna Boy ed è stato prodotto da Jae5 e Fraser T. Smith. È stato descritto come una "canzone d'amore afrobeats" da The Observer.

## Video musicale
Il video musicale del brano, diretto da Kaylum e filmato al #Merky Festival di Stormzy ad Ibiza, è stato pubblicato sul canale YouTube di Dave il 15 giugno 2019. Nel video sono presenti cameo di Stormzy, Jorja Smith, Skepta, Krept x Konan, J Hus e Jadon Sancho.

## Classifiche

### Classifiche settimanali
| Classifica (2019) | Posizione massima |
| ----------------- | ----------------- |
| Irlanda           | 20                |
| Regno Unito       | 6                 |

### Classifiche di fine anno
| Classifica (2019) | Posizione |
| ----------------- | --------- |
| Regno Unito       | 13        |
| Classifica (2020) | Posizione |
| Regno Unito       | 68        |
| Classifica (2021) | Posizione |
| Regno Unito       | 85        |